# Li Zongren

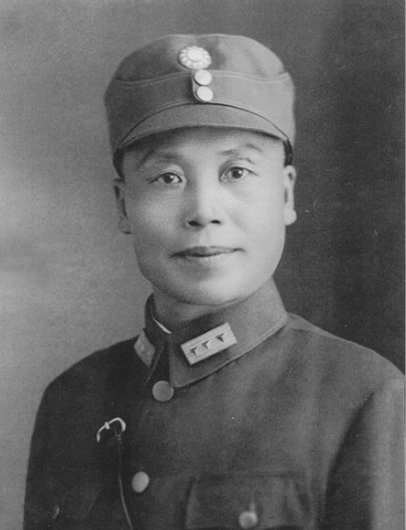
Li Zongren um 1926

Li Zongren (chinesisch 李宗仁, Pinyin Lǐ Zōngrén, W.-G. Li Tsung-jen; Zì 德鄰,  Délín,  Te-lin; * 13. August 1890 in Guilin, Guangxi; † 30. Januar 1969 in Peking) war ein hochrangiger chinesischer General und vom 21. Januar 1949 bis 28. Februar 1950 amtierenter Präsident der Republik China.

## Leben
Li wurde im Dorf Xixiang (西鄉村) bei Guilin (Provinz Guangxi) geboren. Sein Vater Li Beiying war Lehrer; Li Zongren war der zweitälteste von fünf Jungen und drei Mädchen. Im Jahr 1910 trat Li dem Kuomintang-Vorläufer Tongmenghui bei.

### Militärische Karriere
Ab 1925 war Li der Führer einer Gruppe von Kriegsherren, die die Provinz Guangxi beherrschten. Die Guangxi-Armee unter Li und Bai Chongxi war eine der wichtigsten Stützen für die Nordexpedition der Kuomintang zwischen 1926 und 1928. Trotzdem wurde Li in die Nanjing-Regierung von Chiang Kai-shek nicht eingebunden; das Verhältnis zwischen Chiang und Li blieb gespannt. Im Juni 1930 verbündeten sich die Kriegsherren Li Zongren, Bai Chongxi, Yan Xishan und Zhang Fakui mit Wang Jingwei zur Rettung Chinas vor Chiangs Diktatur. Im Sommer und Herbst verwüstete ein Bürgerkrieg zwischen Chiang und dieser Allianz die Provinzen Henan, Hunan und Shandong, es gab etwa 240.000 Todesopfer, letzten Endes siegte die Zentralarmee von Chiang mit der Hilfe von Zhang Xueliang.
Zwischen 1937 und 1943 befehligte Li Zongren im Chinesisch-Japanischen Krieg den 5. Militär-Bezirk, der aus dem Hauptquartier in Xuzhou geleitet wurde und die japanische Invasion aus Shandong aufhalten sollte. Anfang April 1938 hatte er den Oberbefehl beim Sieg in der Schlacht um Tai’erzhuang, unterlag aber im folgenden Monat in der Schlacht um Xuzhou, wo etwa 300.000 Chinesen aus einem von den Japanern gebildeten Kessel ausbrechen konnten. Li zog seine Truppen nach Hubei zurück und organisierte für den weiteren Widerstand starke Stützpunkte im Tongbai- und Dahong-Gebirge. Von Juni bis Oktober 1938 befehligte er zusammen mit den Truppen des 9. Militär-Bezirks unter Chen Cheng  in der Schlacht um Wuhan. Die chinesische Armee, die nach der Niederlage in der Schlacht von Suizao in der Winteroffensive von 1939-1940 an Dynamik gewinnen konnte, plante den nächsten Gegenangriff für das folgende Frühjahr. Doch unterlagen Li Zongrens Truppen den Japanern abermalig im Mai und Juni 1940 in der Schlacht von Zaoyang-Yichang. Nach der Teilnahme an der Schlacht von Süd-Henan (Januar bis Februar 1941) verlagerte sich der Schwerpunkt der japanischen Angriffe in die Provinz Hunan, wo General Xue Yue den Oberbefehl hatte.

### Politische Karriere

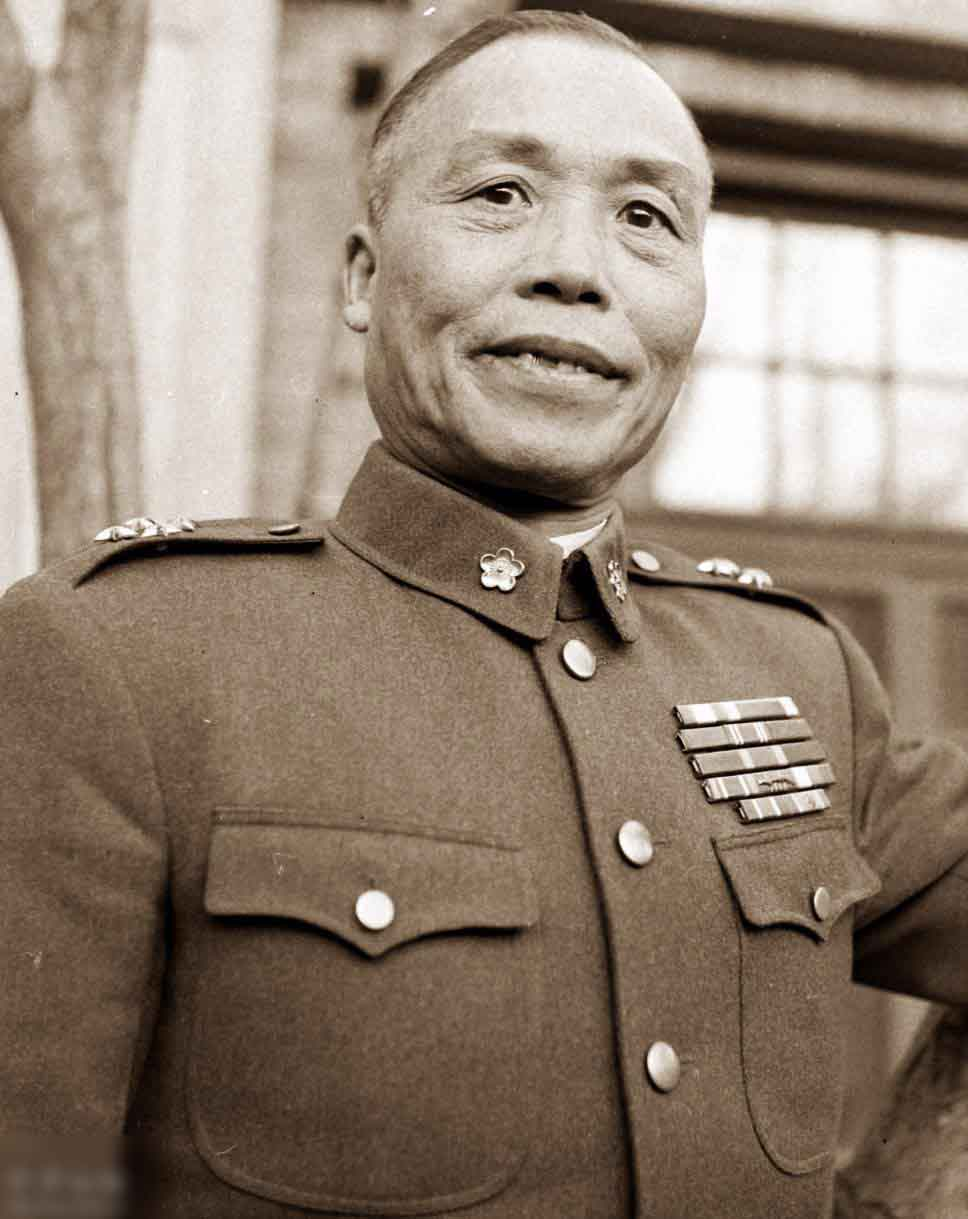
Li Zongren um 1946

Am 28. April 1948 wurde Li durch die Nationalversammlung der Republik China zum Vizepräsidenten gewählt, nachdem er vorher Chiangs Protegé, Sun Fo, ausgeschaltet hatte. Als im Januar 1949 Chiang aufgrund von Niederlagen gegen die Kommunisten als Präsident formell zurücktrat, wurde Li sogar amtierender Präsident, ohne jedoch über wirkliche Macht zu verfügen. Chiang regierte weiterhin über seinen Parteiapparat und über seine Beziehungen zu hohen Funktionären in der Armee. In seiner Funktion als Präsident der Republik China bemühte Li sich um Verhandlungen mit den Kommunisten, was Chiang ablehnte; die Rivalität zwischen Li und Chiang wurde somit noch größer.
Im Jahr 1949 floh die Regierung der Republik China nach Taiwan; Li flog in die USA, um medizinische Behandlung zu suchen. In seiner Funktion als amtierender Präsident der Republik China besuchte Li den amerikanischen Präsidenten Truman und bezeichnete Chiang als Diktator und Usurpator. In den 1950er-Jahren wurde Li auf Chiangs Betreiben seiner Ämter enthoben. Ab da sympathisierte Li mit der kommunistischen Führung in Peking; mit der Unterstützung von Zhou Enlai kehrte er 1965 in die Volksrepublik China zurück.